# 杨达 (1902年)
杨达（1902年—1928年），原名先达，字闻非，男，四川省彭县濛阳镇（今彭州市濛阳街道）人，中国共产党党员。国民革命军北伐时期朱德的参谋长兼秘书。

## 生平

### 求學時期
1919年，他就读于彭州中学，毕业后，考入成都华西大学医科班。1924年4月，与杨石琴等四人搭轮东下。是年夏考入上海同济大学医科（德文班）学习。
在沪期间，他在进步思想的影响下，认识到国家民族已面临危亡之秋，即使医术学成，亦只能医人，不能医国，于1925年1月，转入上海大学社会学系学习，与何秉彝同班，两人相互砥砺，共同进步，积极参加沪西工人俱乐部和平民夜校工作，向工人群众宣传谋救解放的道理。孙中山逝世，平民夜校召开追悼大会，杨达等在会上发表演说，揭露民国军阀与帝国主义狼狈为奸，残害人民的罪行，表示要为国家独立，民族解放事业奋斗终身，并在上海大学加入了中国共产党。
1925年，杨达参加“五卅”反帝斗争。英国巡捕向游行队伍开槍射击，何秉彝等十一人壮烈牺牲，杨达亦负重伤。同年6月，他出席中国共产党的中华全国学生联合会在上海召开的第七届学生代表大会。

## 公職
1926年，杨达等遵照党的指示，赴广州。初在黄埔军校活动，旋即参加国民革命军北伐，在国民革命军第三军军官教导团团长朱德处任参谋长和秘书。
1927年，朱德兼任南昌市公安局长，杨达又任该局秘书。4月10日，朱德去临川，由杨达代理公安局长职务。约在6月间，朱德由临川来电辞职，杨达亦随即离局，奉命前往丰城杨池生师政治部任宣传科长，制约杨部行动。

### 牺牲
1927年“八一”南昌起义后，起义军于8月5日时撤离南昌。中国国民党南昌卫戊司令王均大肆抓捕共产党和革命群众，白色恐怖笼罩南昌市。杨达不顾个人安危，常奔走于丰城、南昌之间进行革命活动。
1928年2月1日，杨达在离开南昌时被捕。敌多方利诱威胁，杨达坚贞不屈，后经蓝仲和指证杨达确係共产党员。时任南昌市公安局局长朱培德、南昌市警备卫戍司令王均下令，将杨达押赴南昌市郊，执行枪决。杨达年仅25岁。
1983年12月25日，中华人民共和国民政部发放革命烈士证明书。

## 家庭
1924年，杨达与新婚妻子分离，前往上海求学。2021年，孙女杨丹向四川大学捐赠杨达的遗物——1925年杨达写给妻子姐夫陈碌如的一封家书。